# 6289 Ланузеї
6289 Ланузеї (6289 Lanusei) — астероїд головного поясу, відкритий 28 квітня 1984 року.
Тіссеранів параметр щодо Юпітера — 3,189.